# UC 61
UC 61 war ein deutsches U-Boot des Typs UC II. Es war im Ersten Weltkrieg unter der Führung von Georg Gerth im Einsatz. Durch eine von der UC 61 vor der Hafeneinfahrt von Brest gelegte Minensperre ging der französische Panzerkreuzer Kléber im Juni 1917 verloren.
Nachdem die UC 61 an der französischen Küste bei Wissant südwestlich von Calais auf Grund gelaufen war, wurde sie von der Mannschaft durch eine Sprengung zerstört. Das Wrack von UC 61 liegt auf Position 50° 53′ 29,8″ N, 1° 39′ 42,5″ O am Strand.